# 이키나리 토호쿠산
이키나리 토호쿠산(いぎなり東北産 이기나리 도호쿠산, Ikinari Tohokusan[*])는 스타더스트 프로모션에 소속된 일본의 여성 아이돌 그룹이다. 모모이로 클로버 Z 등의 그룹과 함께 STAR PLANET(통칭 스타프라)를 구성한다.

## 개요
- 스타더스트 프로모션 센다이 흥업소의 레슨생 유닛으로서 2015년에 결성.

## 구성원
- 타치바나 카렌 (橘花怜, 2003년 10월 21일 ~ , 21세) - 리더
- 하즈키 유나 (葉月結菜, 2002년 9월 15일 ~ , 22세) - 부리더
- 리츠키 히카루 (律月ひかる, 2001년 7월 31일 ~ , 23세) - 최연장자
- 키타미 리네 (北美梨寧, 2002년 5월 28일 ~ , 23세)
- 야스모리 와카 (安杜羽加, 2002년 10월 30일 ~ , 22세)
- 키치세 신쥬 (吉瀬真珠, 2003년 6월 22일 ~ , 22세)
- 사쿠라 히나노 (桜ひなの, 2004년 5월 6일 ~ , 21세)
- 후지타니 미우 (藤谷美海, 2005년 3월 9일 ~ , 20세)
- 다테 카아야 (伊達花彩, 2005년 3월 21일 ~ , 20세) - 최연소

### 전 구성원
- 미나토 리사 (湊梨紗, 2001년 9월 2일 ~ , 23세) - 2017년 10월 졸업.

## 작품

### CD

#### 싱글
1. 天下一品 ～みちのく革命～ (2017년 3월 26일)
  - 天下一品～みちのく革命～
  - ワンダフル東北
2. ハイテンションサマー! (2017년 7월 30일)
  - ハイテンションサマー!
  - 妄想方程式
3. トラベル (2017년 11월 19일)
  - トラベル
  - Papa
4. いただきランチャー (2018년 3월 21일)
  - いただきランチャー
  - シャニムニポジティボー
  - 乾杯ニッポン
5. おのぼりガール (2018년 7월 14일)
  - おのぼりガール
  - feeling
  - 恋はじめ
  - HOME
6. 百花繚乱物語 (2018년 11월 23일)
  - 百花繚乱物語
  - 青春修学旅行
  - リライトガール
  - TOHOKU FUNKY RAIL
7. Burni'n Heart (2019년 4월 27일)
  - Burni'n Heart
  - Love is here
  - コンビニエント・エゴ
8. No Make (2019년 11월 23일)
  - No Make
  - BUBBLE POPPIN
  - Let's シンガソング
  - あなたは
9. re;star (2020년 10월 24일)
  - re;star
  - Chim Chim Chim Knee
  - 宇宙に行こう!
  - おぼろ花火

#### 앨범
1. 東北インバウンド (2020년 3월 20일 CD / 4월 12일 CD+Blu-ray)
  - 伊達サンバ
  - 天下一品～みちのく革命～2020ver.
  - Trophy Girl
  - ハイテンションサマー！2020ver.
  - トラベル
  - ウィンターのアゲアゲバッコーン！
  - いただきランチャー
  - おのぼりガール
  - sister
  - 百花繚乱物語
  - Burnin' Heart
  - No Make
  - 桜プロミス
  - 3000days (ST)
2. 東京インベーダー (2021년 6월 6일)
  - re;star
  - HANA
  - うぢらとおめだづ!
  - 気楽に行こうよ
  - 深夜特急
  - Whatever
  - Action!
  - 未成年
  - Fly Out
  - Being
  - ワンダフル東北 ～New ver.～
3. 東北産万博 (2024년 4월 6일)
  - 大勝利宣言
  -  狂くるどっかーん♡
  - ゾンビソサエティー
  - 沼れ！マイラバー
  - 恋愛フィルター
  - TOHOKUちゃんぷるー
  - トーホク ・ラブ・ストーリー 〜恋はいつも突然に〜
  - 轟
  - イヤギハジャ
  - ぱんださん
  - 旅の途中
  - 東京アレルギー

#### 미니 앨범
1. 武道館リハ (2022년 3월 5일)
  - シャチョサン
  - I decided
  - ニュートロ
  - テキーナ
  - 真っ直ぐに、明日がある
  - 線の物語
2. いぎなりメジャーデビュー (2022년 11월 11일)
  - メタハンマー
  - HiGHER,HiGHER!!
  - 服を着て、恋したい
  - ふたりの答え
  - スズメDANCE
  - Symphony

#### 기타 미니 앨범
1. REVENGE LIVE 特典ミニアルバム (2025년 4월 25일)
  - あーぐれす
  -  チョコスプレー♡
  -  Viper
  -  オランジェット
  -  アイドルは正義♡
  -  ナイツオブナインズ

### CD-R

#### 콜라보
- 夢幻歌劇 - 「えびとう産」로서 사쿠라 에비스와 콜라보.

### 착신 싱글
- 服を着て、恋したい (2022년 7월 31일)
- わざとあざとエキスパート (2023년 3월 6일)
- 負けないうた (2023년 4월 7일)
- NIWAKA (2023년 7월 9일)
- ゾンビソサエティー (2023년 10월 29일)
- 恋愛フィルター (2023년 11월 5일)
- 旅の途中 (2024년 1월 1일)
- 狂くるどっかーん♡ (2024년 2월 16일)
- 轟 (2024년 2월 25일)
- 沼れ！マイラバー (2024년 3월 9일)
- 東京アレルギー (2024년 4월 1일)
- オランジェット / 伊達花彩 (2024년 4월 28일)
- アイドルは正義♡ / 橘花怜 (2024년 10월 7일)
- チョコスプレー♡ (2024년 11월 22일)
- ナイツオブナインズ (2024년 12월 25일)
- 私、プリンセスだもん！ / 桜ひなの (2025년 5월 17일)
- シンデレラ (2025년 5월 31일)
- 背徳のエビデンス (2025년 7월 7일)
- Beyond the screen (2025년 7월 14일)

### 그 외
- 東北産出囃子 - 「出囃子」 명의
- 我ら

## 같이 보기
- 모모이로 클로버 Z
- 시리츠에비스추가쿠
- TEAM SHACHI
- 밧텐쇼죠타이
- 초 도키메키 센덴부
- 아메후라시
- ukka
- LumiUnion
- 스타프라 연구생